# Lang Mátyás
Lang Mátyás (Sopron, 1622 – Sopron, 1682. november 28.) evangélikus lelkész.

## Élete
Soproni származású. 1643-ig Boroszlóban tanult, innét az év tavaszán az odera-frankfurti egyetemre ment, de már július 10-én beiratkozott a wittenbergi egyetemre; itt tanult 1648 nyaráig, amikor az ottani egyháznál diakónusi állást foglalt el. 1650 februárjában már mint soproni lelkész működött, később a sopron- és vas megyei német egyházaknak esperese lett és az volt 1660-ban is, amikor a püspökválasztásnál ő is szóba jött, de betegeskedése miatt mellőzték. Eggenberg Anna Mária özvegy hercegnő, aki 1670-ben telepedett le Sopronban, március 15-én meghívta udvari lelkészeül, és ő április 1-jén tartotta első prédikációját a hercegnő házában. 1655. május 11-én kelt össze Paumgartner Rozinával. (Ezen menyegzőre adták ki barátai: Thalassii Socialibus Sacris Viri ... Reu. Matthiae Langii ... Wittebergae, 1655. című üdvözlő munkájukat); neje 1669. október 15-én meghalt; hat gyermeke közül egyik lánya Lang János Kristóf pozsonyi iskola-igazgató és író neje lett. Láng a vallásüldözés alatt, a bécsi svéd- és dán követség közbenjárására, azon szerencsében részesült, hogy nem üzetett számkivetésbe, sőt reverzálist se kellett aláírnia; hanem megengedték neki a szülővárosában való tartózkodást. 1675. április 15-én visszatérhetett ő is lelkésztársaival; de csak az Eggenberg-féle házban tarthatták az isteni tiszteletet. Láng tudományosságáról bizonyságot tesznek, munkáin kívül, hogy gyülekezetében nagy érdemeket szerzett énekeskönyvével és az istentisztelethez írt imáival; neki köszönhető nagy részben az a jeles könyvtár is, mely 1825-ben az akkor épült líceumba helyeztetett át, ahol az jelenleg is legbecsesebb részét teszi a könyvtárnak.
Arcképe: olajfestés a soproni evangélikus főiskola könyvtártermében.

## Munkái
- Poema Sacrum De Glorioso Domini Nostri Jesu Christi post superatam Satanae, Peccati, Mortis & Inferni violentiam Triumpho iris Generis Nobilitate Clarissimis ... Dnn. Consuli, Judici ... Semproniensium Repub. Sanatorii Ordinis... Musarum suarum Moecenatibus... Oblatum ... Wratislaviae, 1643.
- Pentas Quaestionum Metaphysicarum, Quam, Duce et Auspice Christo In illustri Academia Wittebergensi, Praeside Dn. M. Johanne Christophoro Seldio ... proponit... Wittebergae, 1644.
- In Augustanae Confessionis Articuli primi partem priorem, quae agit De Deo Uno El Trino In Se Considerato, Disputatio XI. In specie agens de Amore Dei Ex Becano & contra eundem; Quam Praeside ... Jacobo Martini... proponit ... XXIV. Febr. 1648. Uo.
- Consideratio Loci 2. Maccab. Cap. XIII. Primarii Multorum Ecclesiae Romano-Catholicae errorum Firmamenti, Publico Eruditorum Examini subjecta, Praeside Dn. Paulo Röbero... Respondente... 1648. III. Cal. Juli ... Uo. (2. kiadás. Jena, 1686).
- Ruhm und Reichthumb Mariae, Lazari Schwester, ausz den Worten Christi Luc: X. 42. Maria hat das gute theil erwehlet, das soll nicht von jhr genommen werden. Sampt dem Lebenslauff und Christenthumb Der weiland ... Fräwlein Maria Barbarae ... Eitzing, Freyin ... Welche durch einen sanfften Todt ... seeliglich auffgenommen worden, zu Oedenburg ... Anno 1651. den. 10. Februarij ... Regensburg, 1651.
- Zwölff Schluss-Reden, Auf den Religion-Spiegel, Darinnen der Wiennerische Jesuit Jodocus Kedd, zwölff Propositiones oder Fragen, Allen lutherischen Praedicanten gründlich und freundlich zu beantworten vorgehalten ... Leipzig, 1652.
- Nomina Sancti Sanctorum Jesu Christi, E Pericopis Evangelicis deprompta, & piis Concionibus in Templo S. Georgii exposita ... Witterbergae, 1653.
- Apologia Veritatis. Dasz die zwölf Schlusz-Reden Matthiae Langii Noch veste stehen Wider den Pragischen Appendicem oder Anhang des Juesuiten P. Jodici Kedd, auch wider alle desselben Büchlein, Taffeln, Schriften und Spotreden, Darinnen er obgemeldte Schluss-Reden hesslich angezannet und noch keinmahl gebissen, viel weniger niedergerissen hat. Erstlich, Seinen bestellen Waffenträgern, zu Oedenburg. Jetzt aber männiglich, aus Lieb der Wahrheit hell und klar gezeiget Durch ...Leizig, 1654.
- Gynaeceum Christi, ex Matth. 25. oder das Frauenzimmer Christi, des himmlischen Bräntigams, in welchem auf Erden gewandelt hat Anna Catharina Fräulein und gebohrne von Zinzendorf und Pottendorf. Eine Leichenpredigt gehaltan in der St. Michaelis Kirche in Oedenburg. Nürnberg, 1654.
- Mitleiden zu haben, Mit J. S. Terentiano, wegen seines (zu Straubing in Bayern, cum Licentia Superiorum gedruckten) Langii Trilinguis oder dreyspitzigen Schlangen-Zung, ... Aus Ursachen, die manniglichen zu erkennen darstellet ... Leipzig, 1656.
- Beständige Lebens-Kraft S. Pauli und aller Rechten Christen, aus dem 2. Cap. der Epist. An die Galeter: ... Bey tauriger und Volkreicher Leich-Begängnis des Wohlgebornen Herrn ... Rudolffn, Herrn von Greüssen Freyherrn vom Walde, ... Welcher im 67. Jahr seines Alters. Anno 1659. den 16. Aprilis in der Königlichen Frey-Stadt Oedenburg ... samfft und seelig, im waaren Glauben an Jesum Christum eingeschlafen, und hernach am 22. Tag desselben Monats in sein Ruh-Gewölblein, nähest bey S. Michaelis Kirchen, beygesetzet worden, einfältig erkläret ... Nürnberg. 1660.
- Geistliche Wasser-Quelle, Gesucht und gefunden von der Weiland Edlen ... Frauen Anna Paurnfeindin, Gebohrner Krugschanckin, Nun mehr seligen, Auch Zu Deroselben Christlichen Ehran Gedächtnis, und zu tröstlicher Erquickung des hinterlassenen hertzbetrübten Herrn Wittibers, nemblich: Des Edlen... Herrn Wolfgang Paurnfeinds, Vornehmen Handelsmann, und Mitgliedes des Käyserl. befreyten Niederlag zu Wien ...Nach Anleitung der ersten Wort des 42. Psalms In dem Fürstl. Eggenbergischen Haus zu Oedenburg, Mit wenigen Worten angezeiget, und auf inständiges Begehren in Druck gegehen ... Regensburg, 1677.

Üdvözlő verseket írt: Zabeler, Jobus, Notabiliorum Theorematum Fasciculus... Wittebergae, 1616., Jentzsch, Christianus, ... Theologica ... Uo. 1647., Klesch, Daniel, In Augustanae Confessionis Articuli ... Uo. 1648., Graff, Gottfridus, Disputationum Ethicarum Vicesima ... Uo. 1649., Serta Triumphalia ... Uo. 1649. Plister, Johannes, Ehrengedechtnuss ... Regensburg, 1651. cz. munkákba.